# Перавія
Перавія (ісп. Peravia) — провінція на півдні Домініканської Республіки.

## Адміністративний поділ
Провінція поділяється на три муніципалітети (municipio), а ті, у свою чергу — на дев'ять муніципальних районів (distrito municipal — D.M.):
- Бані
  - Вілья-Сомбреро (D.M.)
  - Вілья-Фундасьйон (D.M.)
  - Каталіна (D.M.)
  - Пайя (D.M.)
  - Сабана-Буей (D.M.)
  - Ель-Каррітон (D.M.)
  - Ель-Лімональ (D.M.)
- Матансас
- Нісао
  - Пізаррете (D.M.)
  - Сантана (D.M.)

## Населення
Станом на 2012 рік населення провінції за муніципалітетами становило:
| № | Назва    | Загальне число | Міське населення | Сільське населення |
| - | -------- | -------------- | ---------------- | ------------------ |
| 1 | Бані     | 145 595        | 120 354          | 25 241             |
| 2 | Матансас | 35 414         | 21 441           | 13 973             |
| 3 | Нісао    | 36 232         | 10 545           | 25 687             |
|   | Разом    | 217 241        | 152 340          | 64 901             |